# Andrzej Seremet
Andrzej Seremet (ur. 1959 w Radłowie) – polski prawnik, sędzia, prokurator generalny w latach 2010–2016.

## Życiorys
Ukończył studia prawnicze na Wydziale Prawa i Administracji Uniwersytetu Jagiellońskiego. Był członkiem Niezależnego Zrzeszenia Studentów. W 1986 objął stanowisko asesora sądowego w Sądzie Rejonowym w Tarnowie, w kolejnym roku został p.o. przewodniczącego Wydziału Karnego tego sądu. W lipcu 1987 otrzymał nominację sędziowską. W maju 1988 został wiceprezesem Sądu Rejonowego w Tarnowie. W grudniu 1990 awansował na sędziego Sądu Wojewódzkiego w Tarnowie (później przekształconego w Sąd Okręgowy). W marcu 1991 zrzekł się urzędu sędziego i wyjechał do Stanów Zjednoczonych, gdzie przebywał do sierpnia 1992. W marcu 1993 uzyskał ponowną nominację na sędziego Sądu Wojewódzkiego w Tarnowie. W marcu 1997 przeszedł na stanowisko sędziego Sądu Apelacyjnego w Krakowie. W 2001 objął funkcję zastępcy rzecznika dyscyplinarnego tego sądu. W czerwcu, lipcu i listopadzie 2008 orzekał w Izbie Karnej Sądu Najwyższego jako sędzia delegowany.
Okazyjnie publikował w „Palestrze”, jest autorem komentarza do art. 280 kodeksu karnego w publikacji Krótkie Komentarze Wydawnictwa Ministerstwa Sprawiedliwości (z. 7/1998).
9 października 2009, odrzucając prezydenckie weto, Sejm ponownie uchwalił ustawę o zmianie ustawy o prokuraturze, która z mocą od dnia 31 marca 2010 rozdzieliła urzędy prokuratora generalnego i ministra sprawiedliwości. Andrzej Seremet zgłosił swoją kandydaturę na urząd prokuratora generalnego. Uzyskał rekomendację Krajowej Rady Sądownictwa jako jeden z dwóch kandydatów (wraz z prokuratorem krajowym Edwardem Zalewskim), uzyskując 15 głosów na 24. 5 marca 2010 prezydent Lech Kaczyński powołał go na ten urząd. Postanowienie to uzyskało następnie kontrasygnatę prezesa Rady Ministrów. Stanowisko prokuratora generalnego Andrzej Seremet objął 31 marca 2010. Urzędował do 3 marca 2016, po czym przeszedł w stan spoczynku.

## Życie prywatne
Żonaty z Barbarą Polańską-Seremet; ma syna.

## Wyróżnienia
Wyróżniony tytułem honorowego obywatel Radłowa.